# جامعة غانا
جامعة غانا (بالإنجليزية: University of Ghana)‏ هي جامعة عامة، وجامعة، تأسست في 1948، في غانا.

## معرض صور

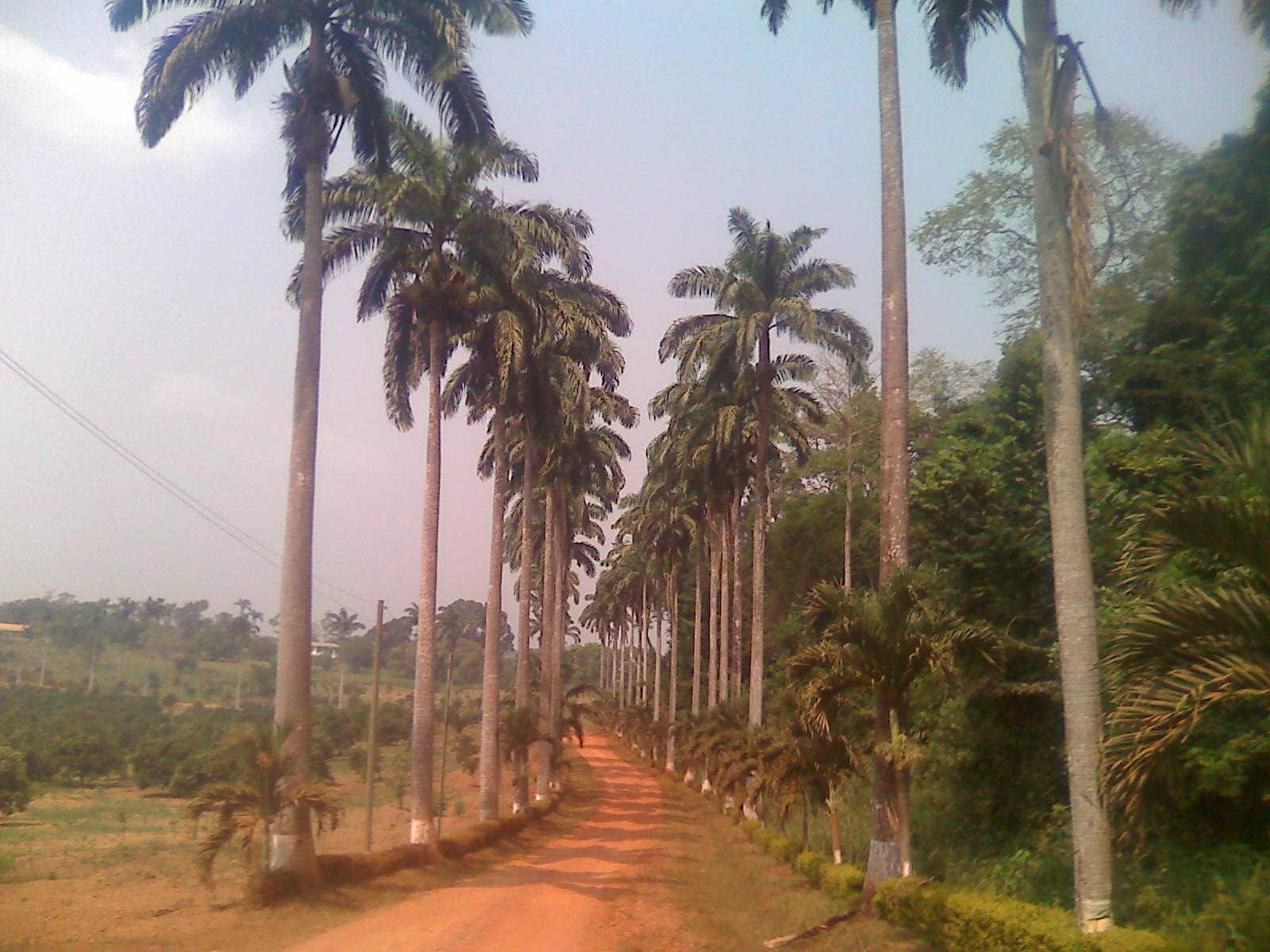
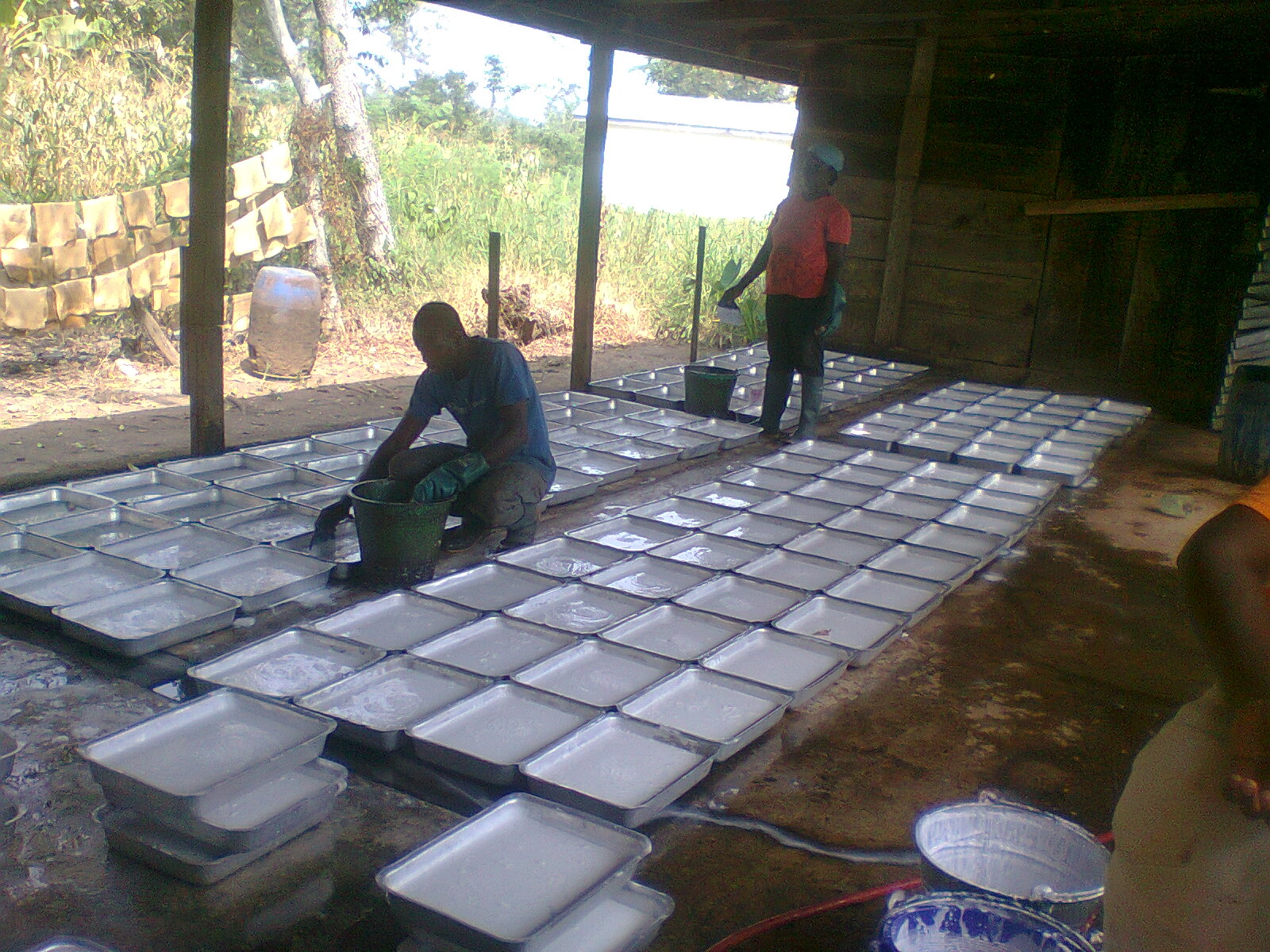
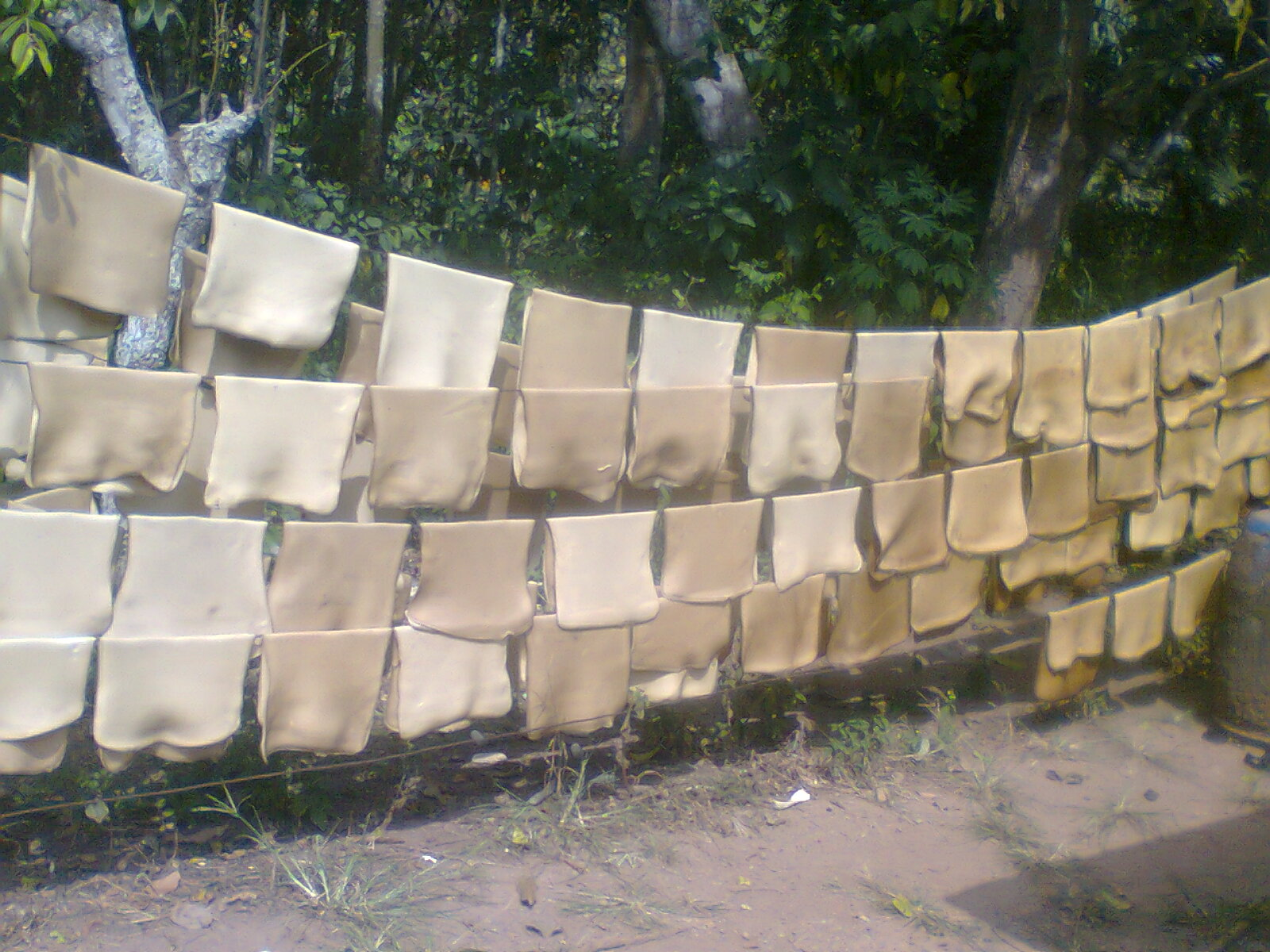
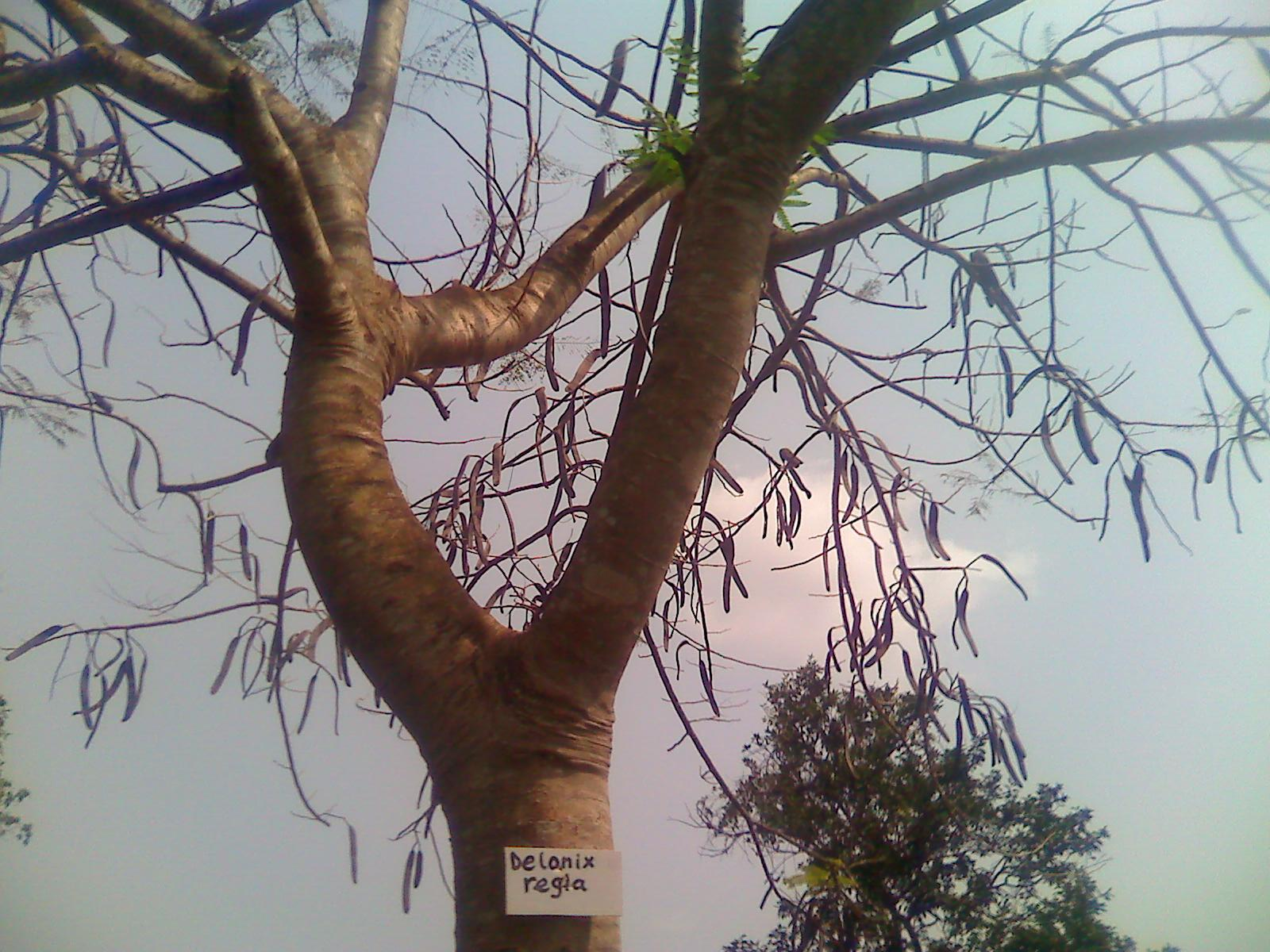